# Gymnopternus humilis
Gymnopternus humilis är en tvåvingeart som beskrevs av Friedrich Hermann Loew 1864. Gymnopternus humilis ingår i släktet Gymnopternus och familjen styltflugor. Inga underarter finns listade i Catalogue of Life.